# NHL 1953/1954
Sezóna 1953/1954 byla 37. sezonou NHL. Vítězem Stanley Cupu se stal tým Detroit Red Wings.

## Konečná tabulka základní části
| Tým                 | Z  | V  | P  | R  | B  | VG  | IG  |
| ------------------- | -- | -- | -- | -- | -- | --- | --- |
| Detroit Red Wings   | 70 | 37 | 19 | 14 | 88 | 191 | 132 |
| Montreal Canadiens  | 70 | 35 | 24 | 11 | 81 | 195 | 141 |
| Toronto Maple Leafs | 70 | 32 | 24 | 14 | 78 | 152 | 131 |
| Boston Bruins       | 70 | 32 | 28 | 10 | 74 | 177 | 181 |
| New York Rangers    | 70 | 29 | 31 | 10 | 68 | 161 | 182 |
| Chicago Black Hawks | 70 | 12 | 51 | 7  | 31 | 133 | 242 |

## Play off
|  | Semifinále | Semifinále          | Semifinále |  |  | Finále Stanley Cupu | Finále Stanley Cupu | Finále Stanley Cupu |
|  |            |                     |            |  |  |                     |                     |                     |
|  | 1          | Detroit Red Wings   | 4          |  |  |                     |                     |                     |
|  | 3          | Toronto Maple Leafs | 1          |  |  |                     |                     |                     |
|  |            |                     |            |  |  | 1                   | Detroit Red Wings   | 4                   |
|  |            |                     |            |  |  | 2                   | Montreal Canadiens  | 3                   |
|  | 2          | Montreal Canadiens  | 4          |  |  |                     |                     |                     |
|  | 4          | Boston Bruins       | 0          |  |  |                     |                     |                     |

## Ocenění
| Prince of Wales Trophy:       | Detroit Red Wings                 |
| Art Ross Trophy:              | Gordie Howe, Detroit Red Wings    |
| Calder Memorial Trophy:       | Camille Henry, New York Rangers   |
| Hart Memorial Trophy:         | Al Rollins, Chicago Black Hawks   |
| James Norris Memorial Trophy: | Red Kelly, Detroit Red Wings      |
| Lady Byng Memorial Trophy:    | Red Kelly, Detroit Red Wings      |
| Vezina Trophy:                | Harry Lumley, Toronto Maple Leafs |